# Lion Air
Lion Air là một hãng hàng không tại Jakarta Hãng có 35 điểm bay nội địa, và các chuyến bay thường xuyên đến Singapore và Malaysia. Tên đầy đủ của hãng PT Lion Mentari Airlines. Trụ sở chính đặt tại Sân bay quốc tế Soekarno-Hatta, Jakarta.

## Lịch sử
Hãng được thành lập từ tháng 10 năm 1999, và bắt đầu hoạt động vào ngày 30 tháng 7 năm 2000. Hãng sử dụng máy bay Boeing 737-200 là chính.

## Điểm đến

### Đông Nam Á
- Indonesia
  - Java
    - Jakarta - Sân bay quốc tế Soekarno-Hatta Trạm trung chuyển chính
    - Semarang - Sân bay Achmad Yani
    - Surakarta - Sân bay quốc tế Adisuarmo
    - Surabaya - Sân bay quốc tế Juanda Trạm trung chuyển chính
    - Yogyakarta - Sân bay quốc tế Adisucipto

  - Kalimantan
    - Balikpapan - Sân bay Sultan Aji Muhammad Sulaiman
    - Banjarmasin - Sân bay Syamsudin Noor
    - Pontianak - Sân bay Supadio
    - Tarakan - Sân bay Juwata

  - Quần đảo Nusa Tenggara
    - Bima - Sân bay Bima
    - Denpasar - Sân bay Ngurah Rai
    - Kupang - Sân bay El Tari
    - Mataram - Sân bay Selaparang

  - Maluku
    - Ambon - Sân bay Pattimura
    - Ternate - Sân bay Babullah
    - Tual - Sân bay Tual

  - Papua, Indonesia
    - Fakfak - Sân bay Fakfak
    - Jayapura - Sân bay Sentani
    - Kaimana - Sân bay Kaimana
    - Nabire - Sân bay Nabire
    - Sorong - Sân bay Sorong

  - Sulawesi
    - Gorontalo - Sân bay Jalaluddin
    - Kendari - Sân bay Wolter Monginsidi
    - Makassar - Sân bay quốc tế Hasanuddin
    - Manado - Sân bay Sam Ratulangi
    - Palu - Sân bay Mutiara
    - Tahuna - Sân bay Tahuna

  - Sumatra
    - Banda Aceh - Sân bay Sultan Iskandarmuda
    - Jambi - Sân bay Sultan Thaha
    - Batam - Sân bay Hang Nadim
    - Bengkulu - Sân bay Padang Kemiling
    - Medan - Sân bay quốc tế Polonia
    - Padang - Sân bay quốc tế Minangkabau
    - Palembang - Sân bay Sultan Mahmud Badaruddin II
    - Pangkal Pinang - Sân bay Pangkal Pinang
    - Pekanbaru - Sân bay Sultan Syarif Kasim II

  - Nusa Tenggara Barat
    - Sumbawa Besar - Sân bay Sumbawa Besar
- Malaysia
  - Kuala Lumpur - Sân bay quốc tế Kuala Lumpur
  - Penang - Sân bay quốc tế Penang
- Singapore
  - Singapore - Sân bay quốc tế Singapore Changi
- Vietnam
  - Thành phố Hồ Chí Minh - Sân bay quốc tế Tân Sơn Nhất

### Trung Đông
- Ả Rập Xê Út
  - Jeddah - Sân bay quốc tế King Abdulaziz

## Đội bay
Tuổi thọ máy bay: 9.9 năm (tháng 10.2011)

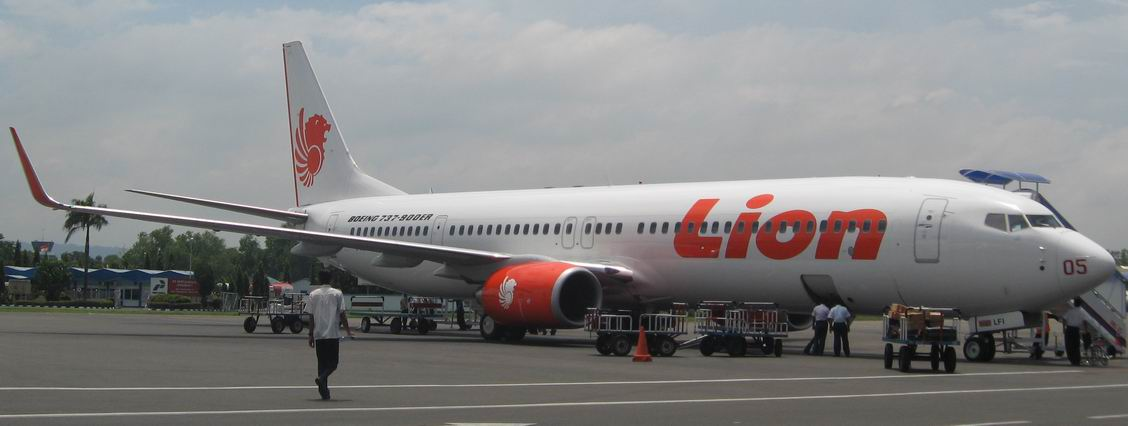
Máy bay Boeing 737-900ER của hãng tại Sân bay quốc tế Sultan Hasanuddin, Indonesia. (2007)